# Vocal fry
Vocal fry ('krakende stem') is een stemtechniek waarbij de spreker, met name aan het eind van elke zin, in een steeds lager register gaat spreken tot op het punt dat er een krakend geluid in de stem optreedt. Met dezelfde stemtechniek kunnen lage mannenstemmen in het Strohbass-register, 1 octaaf lager dan hun gewone zangstem, zingen.
Het Engelse fry (letterlijk: frituren) kan geïnterpreteerd worden als een figuurlijk 'knapperig korstje' aan het stemgeluid.

## Fysiek

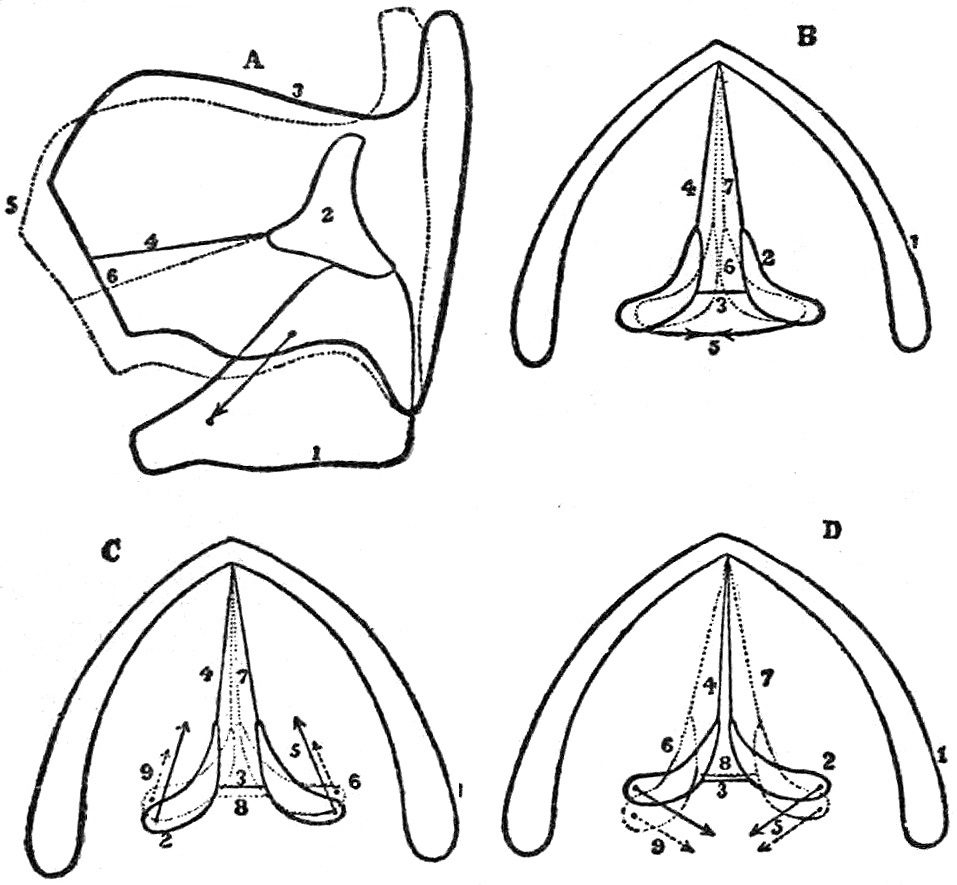
Het strottenhoofd, met op afbeelding A: nr 2 de bekerkraakbeentjes die nr 4 de stembanden aansturen; op afbeelding B: nr 2 en nr 6 de bekerkraakbeentjes in verschillende posities, idem voor de stembanden nr 4 en nr 7

Bij het spreken worden in het strottenhoofd de bekerkraakbeentjes (twee kraakbeentjes die de stemplooien aansturen) samengetrokken. Hierdoor worden de stembanden samengedrukt, waardoor ze compact en relatief ontspannen zijn en bij het stemgeven op een onregelmatige wijze, tussen de 20 en 50 keer per seconde, trillen. De lucht passeert de glottis in een traag tempo waardoor individuele trillingen hoorbaar zijn en het karakteristieke lage ploffende of ratelende geluid ontstaat.
Alhoewel de stemtechniek door sommige logopedisten als een stemfout wordt opgevat, zijn er geen aanwijzingen dat het gebruik ervan slecht is voor de stem.

## Voorkomen
Het fenomeen is begin jaren '10 van de 21ste eeuw overgewaaid uit de Verenigde Staten naar Europa, onder andere doordat het toegepast werd door influencers als Kim Kardashian. Het verschijnsel was al langer bekend in de popmuziek (een soort 'muzikaal kreuntje') bij zowel vrouwelijke als mannelijke popzangers.
In het Nederlands wordt vocal fry vooral bij jonge vrouwen (20 - 30 jaar) waargenomen. Een sociologische verklaring hiervoor zou kunnen zijn dat het praten met een lagere stem als volwassener wordt beschouwd. Er zijn echter ook aanwijzingen dat luisteraars sprekers met een dergelijke spreektoon minder serieus nemen, omdat het ook onzeker kan overkomen.

### Onderzoek
In een Amerikaans onderzoek uit 2010 (toen vocal fry bij jonge vrouwen nog een redelijk nieuw fenomeen was) naar de perceptie van het gebruik van vocal fry antwoordden de respondenten dat ze het associëren met aarzelend, niet-agressief en informeel gedrag, maar ook met een goed opgeleide, stedelijk georiënteerde en opwaarts mobiele vrouw. Uit een latere Amerikaanse studie uit 2014 bleek echter dat - vooral als vrouwen andere vrouwen op deze manier horen spreken - men de spreekster onder meer als minder competent, lager opgeleid, minder betrouwbaar en minder aantrekkelijk beschouwt, waardoor de kansen op de arbeidsmarkt lager lijken te zijn voor vrouwen die met vocal fry spreken.
Het is anno 2022 nog niet duidelijk of het verschijnsel slechts een modegril is of een blijvend fenomeen in de Nederlandse taal zoals bijvoorbeeld het Poldernederlands. Wel is aangetoond dat jonge vrouwen vaak taalvernieuwers zijn als het gaat om vocabulair en uitspraak, mogelijk omdat zij gevoelig zijn voor sociale interactie en daardoor ook voor subtiele variaties in stem- en taalgebruik. Ook wordt wel aangenomen dat vrouwen met dit stemgebruik bewust uiting geven aan de voortschrijdende posities die ze in de samenleving denken in te nemen.

### Gebruik in de media
De spreektechniek wordt ook waargenomen bij radiopresentatoren op popzenders, waarschijnlijk om relaxt over te komen op de luisteraar. Tevens wordt de techniek bewust ingezet bij bijvoorbeeld radio- en tv-commercials, waarbij met een lage, krakende mannenstem een bepaalde ('stoere mannen-') sfeer wordt opgeroepen.

### Talen
In sommige talen is de klank van vocal fry een eigenschap van de taal, zoals in het Vietnamees, Wu-Chinees en Birmaans.

### Tandwalvissen
Tandwalvissen maken (onder meer) klikkende geluiden om met elkaar te communiceren. Uit onderzoek is gebleken dat dit geluid ontstaat als de geluidslippen die in hun adembuis aanwezig zijn, aangeblazen worden en tegen elkaar aan klappen. Dit is precies dezelfde techniek als die van de stembanden bij menselijke vocal fry.

## Zang
Omdat het met deze stemtechniek mogelijk is hele lage tonen voort te brengen wordt de techniek soms toepast bij baszangers in bijvoorbeeld koren, om lage tonen te zingen die ze met hun normale zangstem niet kunnen bereiken. Dit register wordt het Strohbass-register genoemd.
Door een 'gewone' lage toon te zingen en vervolgens de stand van de bekerkraakbeentjes aan te passen ontstaat de eerste subharmonische toon (een octaaf lager). Subharmonischen zijn het tegenovergestelde van harmonische boventonen, waarbij de eerste boventoon een octaaf hoger is dan de grondtoon. Subharmonisch gezongen tonen zijn zachter van klank dan de met gewone zangstem gezongen tonen, en hebben het kenmerkende ratelende geluid van vocal fry. Bij zangtonen zijn de trillingen van de stembanden overigens wél regelmatig, om een constante toonhoogte te produceren.

### Tim Storms
De Amerikaanse gospelzanger Tim Storms haalde het Guinness Book of Records met de laagst gezongen noten ooit, waarbij hij deze techniek gebruikt. Hij beschikt overigens ook over bijna twee keer zo lange stembanden als een gemiddelde bas, waardoor het voor hem mogelijk is om alleen al met zijn gewone zangstem een grote laagte te bereiken. De laagste tonen die hij kan produceren zijn niet meer voor het menselijk oor waarneembaar (infrasoon), maar alleen door microfoons te registreren. Bij de laagste toon die hij kan produceren (G−7 of 0,189 Hz, dit is acht octaven onder de laagste G op de piano) trillen zijn stembanden slechts eenmaal in de ruim 5 seconden.

### Keelzang

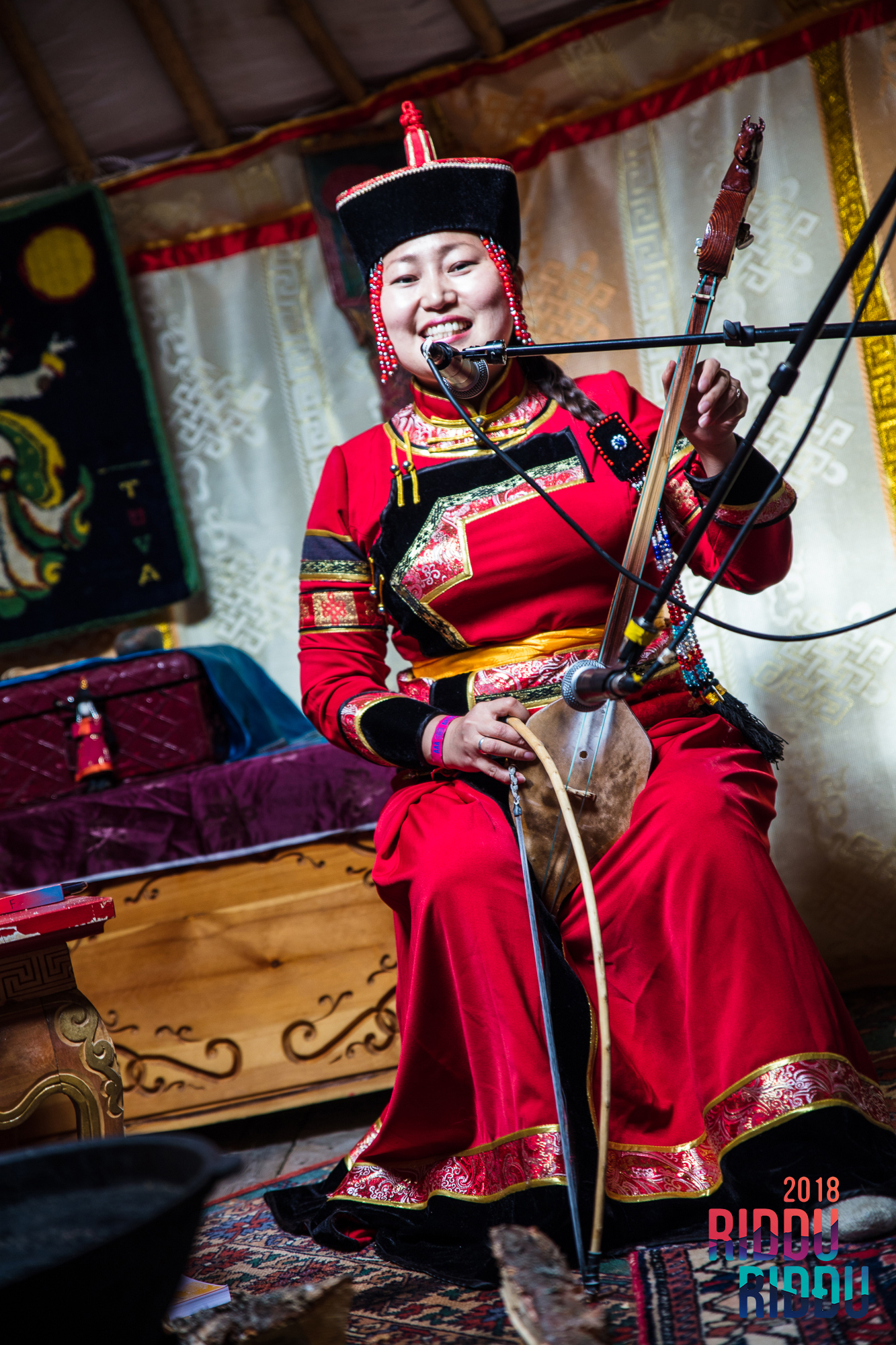
Zangeres van de Toeveense muziekgroep Tyva Kyzy

De techniek van vocal fry wordt in verschillende stijlen boventoonzang toegepast om zowel ondertonen (subharmonischen) als boventonen te produceren. De zangers weten de kraakbeentjes in het strottenhoofd zo aan te sturen dat de stembanden op dusdanige wijze trillen dat er sprake is van een tweede, pseudo-glottis. Ook de zogenaamde valse stembanden worden hierbij ingezet. Deze manier van zingen hoor je bijvoorbeeld in de kargyraa-zangstijl uit Toeva en andere Centraal-Aziatische gebieden, waarbij ondertonen met boventonen worden gecombineerd. Ook de umngqokolo-zang van Xhosavrouwen in Afrika maakt gebruik van ondertoonzangtechniek, waarbij duidelijk vocal fry herkenbaar is. Overigens zijn deze zangtechnieken niet zonder risico, omdat men de stembanden kan forceren als men de techniek niet goed beheerst.